# تاريخ عسكري

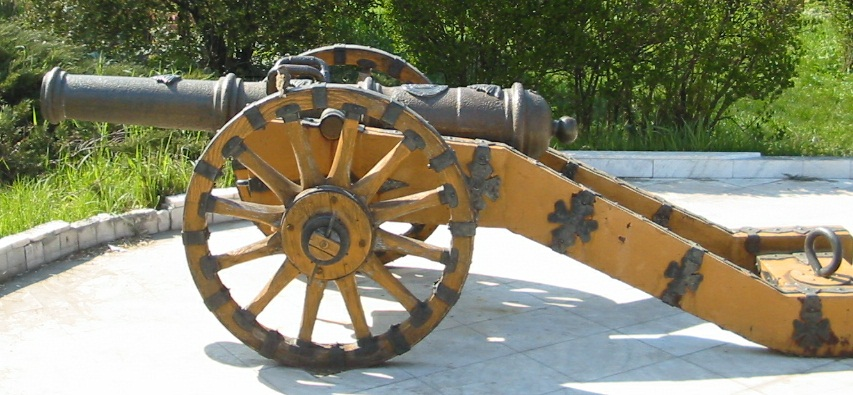
مدفع إنجليزي

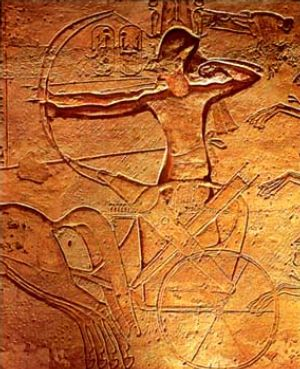
الملك رمسيس الثاني في معركة قادش

التاريخ العسكري هو مزيج من الأحداث التاريخية للبشر التي تندرج تحت مسمى الصراع. هذه الأحداث من الممكن أن تتحول من صراع قبلي إلى حرب عالمية، فالنشاط العسكري البشري مستمر منذ آلاف السنين ولكن وقت بدئه تحديدًا من غير المتفق عليه. يعتقد البعض أنه دائمًا ما كان هنالك صراع عسكري والبعض الآخر يؤكد علي عدم وجود دليل على هذا في حقبة ما قبل التاريخ والحقيقة أنه كان وما زال يوجد العديد من المجتمعات المسالمة.

## التاريخ العسكري الشعبي مقابل التاريخ العسكري الأكاديمي
يُعد التاريخ العسكري يتيمًا في مجال مهنة التاريخ في الدول الكبرى، على الرغم من شعبيته الكبيرة لدى عامة الناس. يشير المؤرخ وليام ماكنيل:
يزدهر هذا الفرع من تخصصنا في أحياء الغيتو المثقفة. تنقسم الكتب ذات الصلة والتي يبلغ عددها 144 كتابًا [المنشورة بين 1968- 1978] إلى فئتين متميزتين: الأعمال التي تستهدف قراء مشهورين كتبها صحافيون ورجال معرفة من خارج الأوساط الأكاديمية، وأعمال احترافية أُنتجت دائمًا داخل المؤسسة العسكرية... ما زالت دراسة التاريخ العسكري في الجامعات متخلفة بشكل خطير. في الواقع، ربما يشكل عدم الاهتمام بالتاريخ العسكري وازدرائه واحدًا من أغرب التحيزات للمهنة.

## علم تأريخ التاريخ العسكري
التأريخ هو دراسة التاريخ وأسلوب من الاختصاص أو دراسة موضوع متخصص. في هذه الحالة، فإن التاريخ العسكري مع التركيز على الحصول على تقييم دقيق للصراعات يستخدم جميع المصادر المتاحة. لهذا السبب، يُحدَد التاريخ العسكري بشكل دوري مما يخلق قيودًا متداخلة للدراسة والتحليل التي قد لا يمكن الاعتماد فيها على وصف معارك القادة بسبب الميل إلى تقليل ذكر الفشل والنجاح المبالغ فيه. يستخدم المؤرخون العسكريون التحليل التاريخي في محاولة لإتاحة رؤية معاصرة غير متحيزة للسجلات.
حدد جيريمي بلاك أحد المؤرخين العسكريين، المشكلات التي يواجهها المؤرخون العسكريون في القرن الحادي والعشرين كميراث لأسلافهم، وهي المركزية الأوروبية والتحيز التكنولوجي والتركيز على القوى العسكرية الرائدة والأنظمة العسكرية المهيمنة وفصل الأرض عن البحر والصراعات الجوية الأخيرة والتركيز على الصراع بين دولتين وعدم التركيز على «المهام» السياسية في كيفية استخدام القوى.
إن لم تكن هذه التحديات كافية للمؤرخين العسكريين، فإن قيود الأسلوب تكون معقدة بسبب النقص في السجلات، إما نتيجة إتلافها أو عدم تسجيلها أساسًا لقيمتها العسكرية السرية التي قد تمنع من تسجيل بعض الحقائق البارزة على الإطلاق، فلا يزال الباحثون يجهلون طبيعة النار الإغريقية بالضبط على سبيل المثال. قدم البحث في عملية الحرية الدائمة وعملية الحرية العراقية على سبيل المثال، تحديات فريدة بسبب السجلات التي دُمرت لحماية المعلومات العسكرية السرية من بين الأسباب الأخرى. يستخدم المؤرخون معرفتهم بالتنظيم الحكومي والتنظيم العسكري، ويستخدمون إستراتيجية بحثية هادفة ومنهجية لتجميع تاريخ الحرب. تُعتبر الحروب من أكثر الفترات التي دُرست بشكل تفصيلي في تاريخ البشرية على الرغم من هذه القيود.
قارن المؤرخون العسكريون في كثير من الأحيان التنظيم التطبيقي والأفكار التكتيكية والاستراتيجية والقيادة والدعم الوطني لجيوش الدول المختلفة.

درس المؤرخ جيفري كيمبل في أوائل الثمانينيات تأثير الموقف السياسي للمؤرخ على الأحداث الجارية حول الاختلاف التفسيري فيما يتعلق بأسباب حروب القرن العشرين. استطلع جيفري التفضيلات الإيديولوجية لمئة وتسعة مؤرخين دبلوماسيين نشطين في الولايات المتحدة، بالإضافة إلى 54 مؤرخًا عسكريًا نشطًا، فوجد أن وجهات نظرهم السياسية الحالية مرتبطة بشكل معتدل بتفسيراتهم التاريخية، وكان الموقف الواضح للاستمرارية بين اليسار واليمين فيما يتعلق بالرأسمالية ظاهرًا في معظم الحالات. وافقت جميع المجموعات على الاقتراح «تاريخيًا، يميل الأمريكيون إلى النظر في مسائل أمنهم القومي بنفس التطرف الذي ينظرون فيه للخير ضد الشر». على الرغم من انقسام الاشتراكيين، وافقت الجماعات الأخرى على أن «سوء التقدير و/أو سوء فهم الموقف» تسبب في التدخل الأمريكي. يذكر كيمبل:
يوجد بين المؤرخين في مجال التاريخ الدبلوماسي 7% من الاشتراكيين و19% آخرين و53% من الليبراليين و11% لا شيء و10% من المحافظين. بينما هناك من المؤرخين العسكريين 0% اشتراكيين و8% آخرين و35% ليبراليين و18% لا شيء و40% محافظين.

## الفترات الزمنية
إحدى طرق تقسيم موضوع ضخم هي عن طريق تقسيمه زمنيًا، رغم أن هذا يفتقد إلى الدقة؛ لأن بعض الأساليب المستخدمة في الحقبة القديمة لا زالت سارية حتى الآن وأيضًا بعض المناطق البعيدة عن أوروبا قد لا يكون لها نفس التقييم رغم التشابه الزمني المجرد بينهما مثل حروب العصور الوسطى في أوروبا والوضع العسكري في شرق آسيا على سبيل المثال.

## حروب ما قبل التاريخ
بداية حروب هذا العصر مختلف عليها من قبل علماء علم الإنسان والمؤرخين، ففي المجتمعات الأولية مثل مجتمعات الصيادين لم يكن هناك أدوار اجتماعية ولا تقسيم وظيفي، لذا كان كل شخص قادرًا على المساهمة في الإغارات أو في الدفاع.
جلبت معرفة الزراعة العديد من التغيرات بين فئة المزارعين والصيادين، ومن المحتمل في فترات المجاعة أن كان الصيادون يشنون غارات واسعة على المزارعين في القرى الأخرى مما دفع إلى بداية الحروب العسكرية المنظمة، وفي المجتمعات الزراعية المتقدمة تطور هذا الاختلاف فولدت فكرة الجنود المتخصصين والمليشيات المسلحة.

## حروب العصور القديمة
الدليل الاثري الأول علي معركه في العصور القديمة حدثت من حوالي 7 آلاف سنه وتقع علي ضفاف النيل في مصر في منطقه تعرف بالمقبرة 117. وجد عدد كبير من الهياكل العظميه التي تشير إلى ضحايا معركه ما.
كثير من ما يعرف بتاريخ العصور القديمة ما هو الا تاريخ عسكري من غزوات وتحركات وابداعات تقنيه، وبالطبع يوجد أسباب عديده لذلك منها ان الممالك والامبراطوريات في سعيها للسيطرة علي قلب العالم القديم لم تكن لتتم الا بالقوة العسكرية بسبب محدوديه الزراعة ووجود مناطق قليله صالحه لها بإمكانها ان تعيل مجتمعات كبيره لذا كانت الحروب امرا مألوف.
الأسلحة والدروع صممت لكي تكون متينه ولكي تبقي أكثر من غيرها مما صنع الإنسان ولهذا الكثير من الاثار المكتشفه هي لاسلحه. الأسلحة قديما كانت تصنع بكميات ضخمه وهذا ما جعلها متوفره بكثره علي مر التاريخ، وهذا ما جعلها أيضا أكثر ما يكنشف من الاثار، مثل هذه الأسلحة كانت أيضا رمزا للفضيله والذرية لذا تجدها كثيرا في المقابر والاثار القديمة للمحاربين العظماء، والكتابة أيضا ان وجدت تكون غالبا لتأريخ انتصارات الملوك وفتوحاتهم.
عندما استخدم الإنسان الكتابة كان يهدف بهذا إلى التأريخ لمثل هذه الأحداث من معارك ضخمه وغزوات التي اعتبرها الكثيرون قديما تستحق التسجيل بكتابات شخصيه أو بقصائد وملاحم مثل هوميروس بالفعل الكتابات الأول كانت حول الحروب من الناحية العسكرية والناحية الدراميه.
تطور بناء الأمم ونمو الامبراطوريات دعم الحاجة إلى الانضباط والكفاءة وهذا أيضا دعم الحاجة إلى التأريخ والكتابة.

## حروب القرون الوسطى
مع استخدام اسرجه الخيل في العصور المظلمة تغيرت العسكرية إلى الابد، هذا الاختراع تواكب مع تطورات علميه ثقافيه واجتماعيه مما ادي إلى تغير طبيعه الحروب القديمة والتكتيكات العسكرية وبرز دور الفرسان والمدافع.
مثل هذا النموذج برز في الصين في القرن الخامس حين تحركت جحافل المشاة والخيالة الصينية للقضاء علي البدو، وفي الشرق الأوسط وشمال أفريقيا أيضا استخدموا اسلحه وتقنيه اعلى بكثير منها في أوروبا في ذلك الوقت، وأيضا في أفريقيا امبراطوريه الفولاني وظفت أساليب العصور الوسطي في معاركها.

## حروب عصر البارود
تم تطوير البارود في عهد سلاله صونج في الصين، انتشرت هذه التقنية لاحقا لتصل إلى السلطنة العثمانية والتي من هناك وصلت إلى الإمبراطورية الصفوية في فارس والإمبراطورية المغولية في الهند، ثم لاحقا تبنتها الجيوش الأوربية خلال الحروب الإيطالية في أوائل القرن السادس عشر. هذا كله وضع حد لهيمنه الفرسان المدرعة، وتزامن هذا مع انحدار نظام الإقطاع وتحول مدن العصور الوسطي إلى دول مما أدى إلى خلق الجيوش النظاميه المحترفه التي حلت محل جبات الضرائب الاقطاعيين والمرتزقه التي كانت تشكل جيوش العصور الوسطي. تعرف الفترة بين عام 1648 حتي قيام الثورة الفرنسية عام 1789 بفترة حروب الأمراء حيث كانت المعارك تشن بشكل أساسي من قبل الدول الملكية والإمبريالية وكانت حروب محدودة المدى والأهداف، وكانت تشهد تغيرات في التحالفات وشكل المرتزقه السواد الاعظم.

## حروب العصر الصناعي
بعد انتشار الأسلحة خصوصا الأسلحة الصغيرة بدأت الدول في التخلي عن اعتمادها الكامل علي الجنود المحترفيين وافساح المجال للمجندين إجباريا، التطور التكنولوجي أصبح عنصرا أساسيا وأصبح امتلاك التكنولوجيا المتطورة عنصر حاسم في النصر مثل معركه سادوا.
استخدم عنصر التجنيد الإجباري في هذا العصر لزياده الطاقة البشرية المتاحه للقتال واستخدم هذا الأسلوب على نطاق واسع بواسطه نابليون بونابرت.

## حروب العصر الحديث
تطورت الحرب في التاريخ الحديث وانتقلت من نشاط تقليدي إلى مشروع علمي حيث أصبح النجاح يقدر كثيرا من الأسلوب المتبع لتحقيقه، فمفهوم الحرب الشاملة هو اخر مطاف هذه النزعة وأصبحت الجيوش تطور التقنيات العلمية أكثر من أي وقت مضي، مع هذا من الجدير بالذكر معرفة أن هذا التطور العلمي يحدث نتاج دعم العامة له وقياده الحكومات الوطنية بالتعاون مع شركات مدنيه ضخمه مثل لوكهيد مارتن في أمريكا.
مفهوم الحرب الشاملة من الممكن القول انه ليس مفهوم عسكري حديث ولكن تطور لمفهوم الاباده الجماعيه في الحروب القديمة. ما يميز التنظيمات العسكرية الحديثة عن سابقتها ليس الاراده من اجل الفوز بأي ثمن ولكن التنوع التكنولوجي في استخدام الأدوات المتاحة للفوز، من غواصات لأقمار صناعية ومن سكاكين لأسلحة نووية.

## اقرأ أيضاً
- هيو لونغ جينغ

## وصلات خارجية
- مجلة الحرس الوطني